# 葉芸來
葉芸來（19世纪?—1861年），清朝广西省人，太平天国人物。
參與金田起義老兄弟，初官封「受天安」，隸屬於英王陳玉成部，與「謝天義」張朝爵、吳定彩共同帥領部屬劉瑲琳、程學啟、丁汝昌二萬五千名太平軍力守戰略重地安慶長達九年(程、丁後皆降投清)，後城破與一萬六千太平軍同殉。

## 守安慶
- 1860年夏天起，湘軍開始圍攻安慶。
- 1861年9月，因湘軍加派水師攻擊，城破。

## 遺孤遷居太倉
- 子葉彪突圍加入「忠王」李秀成部，後離開太平軍，隱居太倉沙溪镇西老七浦塘南岸一带，他们所居地後形成街市，并取名“太平街”，販酒致富。
- 光绪乙亥年1875年建築豪宅。